# Låt dem äta kakor

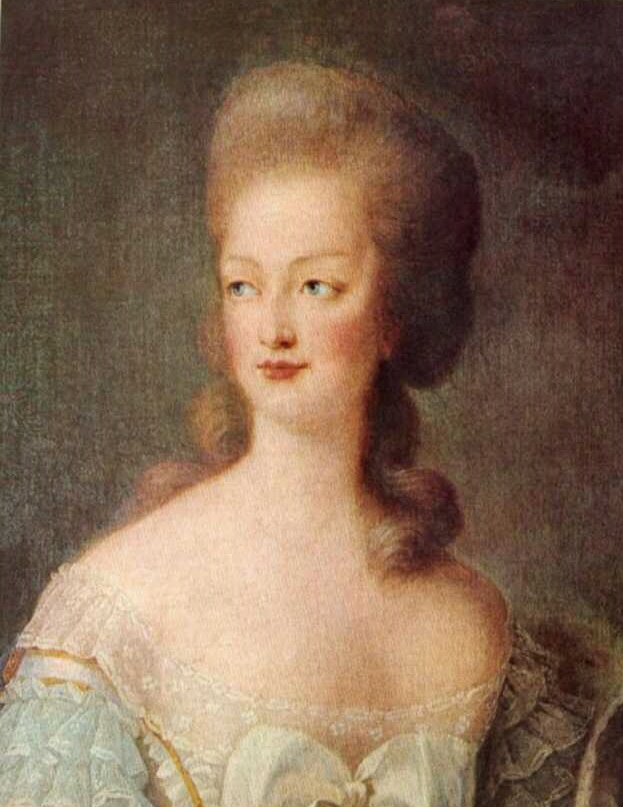
Marie Antoinette

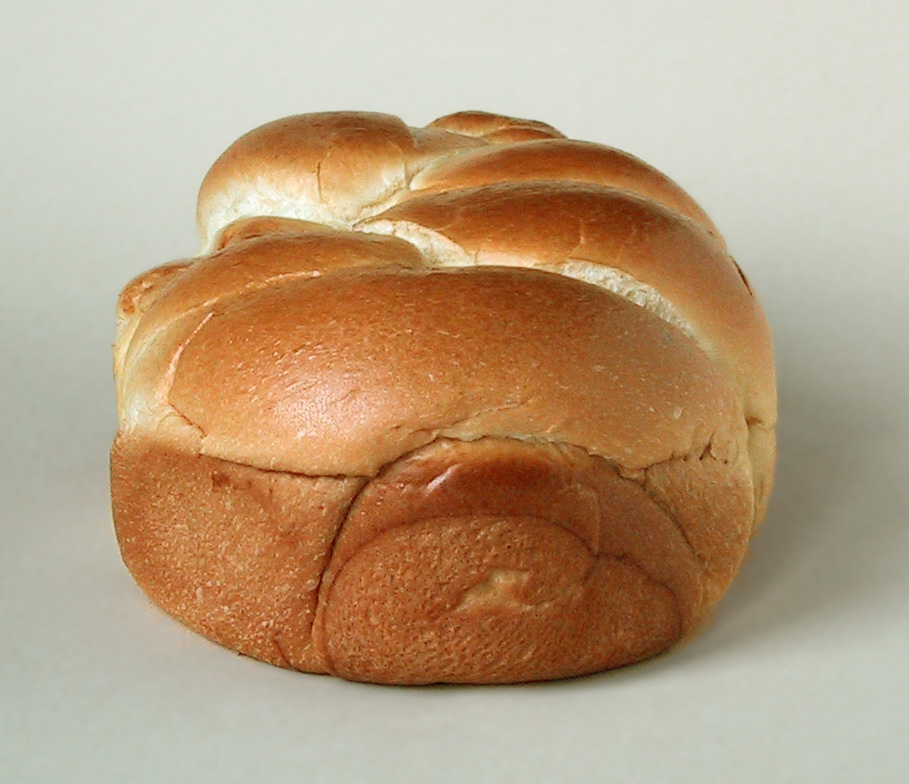
Briochebröd

Låt dem äta kakor är den traditionella men felaktiga översättningen av det berömda franska citatet "Qu'ils mangent de la brioche" ("Låt dem äta brioche"), som ofta påstås ha uttalats av Frankrikes drottning Marie Antoinette under en hungersnöd. Brioche, ett bröd gjort på mycket smör och ägg, var på den tiden en lyxvara tillgängligt enbart för de rika, och frasen har därför använts för att beskriva antingen den dåtida överklassens brist på kunskap om livets realiteter, deras hånfulla attityd mot de fattiga, eller både och.   

## Historik
Citatet omnämndes för första gången av Jean-Jacques Rousseau i del sex av hans Bekännelser från år 1765. Rousseau tillskrev citatet en "stor furstinna" som enligt sägnen ska ha gjort detta uttalande under en hungersnöd en gång för länge sedan. Han specificerade inte vem denna furstinna var, men sade att den familj som yttrade den för honom trodde att det hade sagts av Ludvig XIV:s drottning, Maria Teresia. Det har i senare tid tillskrivits flera andra personer, bland dem Ludvig XV:s döttrar  Victoire och Sophie. Citatet kan i själva verket ha varit påhittat av Rousseau. 
Citatet tillskrevs aldrig Marie Antoinette under hennes livstid, varken före eller under franska revolutionen. Vid den tidpunkt Rousseau hörde citatet, år 1765, var Marie Antoinette tio år gammal och bodde hos sin mor i Wien: hon gifte sig inte med den blivande Ludvig XVI förrän fem år senare. Två brödkriser ägde rum under Marie Antoinettes tid som drottning: den första, det så kallade mjölkriget, ägde rum år 1775, och  den andra år 1788-89. Det är känt att Marie Antoinette deltog i nödhjälpen för de drabbade de gångerna, och år 1775 är det bekräftat att hon uttryckte sitt medlidande för de nödlidande.
Under 1800-talet inlemmades dock citatet i legendfloran kring Marie Antoinette, och den kanske första gång citatet tillskrevs henne var av Alphonse Karr i Les Guêpes i mars 1843.